# Olulodes cautiperas
Olulodes cautiperas là một loài bướm đêm trong họ Noctuidae.